# Es wird Nacht im Berlin der Wilden Zwanziger
Es wird Nacht im Berlin der Wilden Zwanziger ist ein Buch von Buchkünstler und Illustrator Robert Nippoldt und Autor Boris Pofalla, das 2017 im Taschen-Verlag veröffentlicht wurde. 2018 erscheint es auch in englischer und französischer Übersetzung. Neben den durchgängig von Hand illustrierten Seiten enthält das Buch eine CD mit Originalaufnahmen aus den 1920er Jahren.

## Inhalt
Auf 224 Seiten mit insgesamt 765 Zeichnungen stellen die Autoren in 57 Porträts bedeutende Zeitgenossen des Berliner öffentlichen Lebens in den 1920er Jahren vor. Diese biografischen Porträts sind eingebettet in historische und kulturelle Fakten der Weimarer Zeit. Das Buch umfasst darüber hinaus 5 verschiedene Stadtpläne, 65 Szenen, 8 Infografiken, 403 Vignetten, 51 Filmplakate und 181 handgeletterte Schriftzüge (Schmuckinitialien-Schrift, eigene Kursive, Kapitälchen, Minuskelziffern etc. vom Künstler selbst bearbeitet, optimiert, entworfen und gezeichnet).
Die Illustrationen von Robert Nippoldt zeigen neben Künstlern wie George Grosz, Friedrich Wilhelm Murnau, Lotte Reiniger und Bertolt Brecht auch Journalisten und Literaten wie Egon Erwin Kisch, Christopher Isherwood, Harry Graf Kessler und Kurt Tucholsky, öffentliche Personen wie Albert Einstein, Friedrich Ebert, Walther Rathenau oder Rudolf Ullstein wie sowie historisch signifikante Orte (z. B. das Hotel Adlon, den Lunapark oder das Haus Vaterland), Filmposter und Infografiken. Auch die sozialen Aspekte werden beleuchtet, unter anderem in Porträts von Anita Berber, Dr. Magnus Hirschfeld, den Brüdern Sass oder dem Kommissar Ernst Gennat. Die Varieté-, Film- und Theaterkultur wird erläutert anhand von Protagonisten wie Josephine Baker, Friedrich Hollaender, Kurt Weill, Claire Waldoff, Marlene Dietrich und Max Reinhardt. Die beigelegte CD wurde zusammengestellt in Beratung mit Swing-DJ Stephan Wuthe und enthält 26 Originalaufnahmen aus den 1920er Jahren.
Siebdrucke mit Motiven des Berlinbuchs wurden schon mehrfach ausgestellt. Die Edition umfasst mittlerweile 74 Druckgrafiken. Passend zum Buch gibt es die Show „Ein rätselhafter Schimmer“.  Das Bühnenprogramm mit Live-Zeichnungen und Live-Musik wurde von Robert Nippoldt und dem Trio Größenwahn entwickelt. Die Show wurde bereits mehr als 60 Mal aufgeführt, u. a. im Bonner Pantheon-Theater, im Berliner Heimathafen Neukölln, in der historischen Stadthalle Wuppertal und auf den Kreuzfahrtschiffen der AIDA.

## Buchausgaben
Deutsche Ausgabe
- Robert Nippoldt: Es wird Nacht im Berlin der Wilden Zwanziger, mit Boris Pofalla (Text), TASCHEN, Köln 2017. ISBN 978-3-8365-6319-2[6]

Englische Ausgabe
- Robert Nippoldt: Night Falls on the Berlin in the Roaring Twenties with Boris Pofalla (text), TASCHEN, Köln  2018. ISBN 978-3-8365-6320-8[7]

Französische Ausgabe
- Robert Nippoldt: La nuit tombe sur le Berlin des Années folles avec Boris Pofalla (text), TASCHEN, Köln  2018. ISBN 978-3-8365-6321-5[8]

## Auszeichnungen
- ADC Award, 2019, New York[9]
- Indigo Design Award, 2019, Amsterdam[10]
- iF Design Award, 2019, Hannover[11]
- German Design Award, 2019, Frankfurt[12]
- A' Design Award, 2019, Como[13]
- Econ Megaphon Award, Shortlist, 2018, Berlin[14]
- International Design Award, 2018, Los Angeles[15]
- Best Book Award, 2018, Los Angeles[16]
- Berliner Type Award, 2018, Berlin[17]
- red dot design award, 2018, Essen
- Auszeichnung vom Art Directors Club, 2018, Berlin[18]
- Joseph Binder Award, 2018, Wien[19]
- International Creative Media Award, 2018, Meerbusch[20]
- Filmbuch des Monats, Hans Helmut Prinzler, Januar 2018, Berlin[21]

## Pressestimmen
- Das Buch ist eine wunderschöne und originelle Hommage an eine Zeit, die dank einer Musik-CD mit Originalaufnahmen zum Gesamtkunstwerk für alle Sinne wird. – Focus, 2017[22]
- Nippoldts klarer, eleganter, mit Braun- und Schwarztönen schattierter Stil adelt das Buch zu einem Kunstwerk. – Zeit, 2017[23]

- Berlin in den Zwanzigern: Glamour in Schwarz-weiß – Spiegel, 2017[24]

- Ein sinnliches Kompendium der Zeit – Gunda Bartels, Tagesspiegel, Berlin[25]
- Ein wunderschön gezeichnetes Buch widmet sich dem Berlin der 20er-Jahre. – Welt, 2017[26]
- Wow! Robert Nippoldts schönstes Buch. Das ist wahrlich sein Opus Magnum geworden. Absolut beeindruckende Illustrationen und ein tolles Konzept. – Volker Kutscher, Autor[27]
- Wilde Partys, exzessive Lebenslust und pulsierendes Großstadtleben: ... Der Illustrator Robert Nippoldt und der Autor Boris Pofalla fangen die Stimmung jener Zeit in einem Stadtporträt ein. – Deutschlandfunk Kultur, 2017[28]

- Albert Einstein, Kurt Weill, Marlene Dietrich und George Grosz: Boris Pofalla und Robert Nippoldt haben das ganze Berlin der Roaring Twenties in ein fulminant illustriertes Buch gesteckt. – AD Architectural Digest, 2017[29]
- Illustrator Robert Nippoldt hat den Geist dieser Jahre gemeinsam mit Autor Boris Pofalla in einem atmosphärisch dichten Stadtporträt eingefangen. – rbb Radioeins, 2017[30]
- Ein famos illustrierter und spannend beschriebener Einblick in ein spannendes Zeitalter. – Rolling Stone, 2017[31]
- Es wird Nacht im Berlin der Wilden Zwanziger ist ein herausragendes Werk über bewegte Zeiten. – Kurier, Wien 2017[32]
- Einen angenehmeren Weg, in die faszinierende Geschichte dieser Stadt einzusteigen, gibt es wohl nicht. – Page, 2018[33]
- Kulinarisch, sinnlich und lehrreich zugleich! – NDR, 2018[34]